# Station Kristiansand
Het Station Kristiansand is het spoorwegstation in de Noorse stad Kristiansand. Het is gebouwd in 1895 als eindstation van de Setesdalsbanen. Het was destijds het enige station aan die lijn dat van steen en niet van hout was gebouwd. Dit omdat na de stadsbrand in de stad in 1892 alle nieuwe gebouwen in Kristiansand in steen gebouwd moesten worden. Het werd ontworpen door Paul Due, de toenmalige architect van Norges statsbaner die in Kristiansand was geboren.
Sinds de sluiting van Setesdalsbanen is Kristiansand geen eindstation meer. Het is nu een tussenstation aan de lijn Oslo - Stavanger, maar omdat het is gebouwd als kopstation is die lijn in de dienstregeling van NSB opgeknipt in de lijn Oslo-Kristiansand en Stavanger-Kristiansand. Het gebouw is in 2011 gerenoveerd, waarbij de loketten zijn verwijderd. Kristiansand was het laatste station met loketten tussen Stavanger en Oslo. 
Direct naast het station staat de terminal voor de veerboot naar Hirtshals in Denemarken en de veerboot naar Eemshaven in Nederland.